# Sally Scales
Sally Scales (1989) es una activista y artista australiana. Es de etnia pitjantjatjara y vive en Pipalyatjara (Australia Meridional), en la parte noroccidental de las tierras Anangu Pitjantjatjara Yankunytjatjara (APY).

## Trayectoria
Scales es la persona más joven y la segunda mujer en ocupar el cargo de presidenta de APY y también es portavoz de Coletivo APY Art Center, un grupo empresarial cultural de propiedad indígena, con el que trabaja desde 2013. Además de trabajar con el colectivo, realiza labores de consultoría para la Galería de Arte de Australia Meridional.
Scales forma parte del Equipo de Liderazgo Juvenil de la Reforma de la Declaración de Uluru, habiendo participado en los diálogos regionales sobre la Constitución del Consejo del Referéndum en Ross River, Adelaida y en la convención nacional en Uluru en 2017. Desde entonces, ha participado en el liderazgo de Voz, Tratado y Verdad.
Scales se centró en su práctica artística en 2020 como resultado de la pandemia COVID-19. Tuvo su primera exposición en APY Gallery Adelaide en marzo de 2021, que agotó las entradas.

## Reconocimientos
Scales ha recibido varios premios y fue nombrada finalista en los Premios Nacionales de Arte Aborigen y de los Isleños del Estrecho de Torres (NATSIAA) de 2022, tras haber ganado su Premio del Público el año anterior.
En 2022, fue nombrada para formar parte del grupo que trabaja con el Gobierno federal australiano en la preparación de un referéndum conocido como Indigenous Voice to Parliament (La voz indígena ante el Parlamento), un órgano consultivo federal australiano propuesto para representar las opiniones de los pueblos aborígenes e isleños del Estrecho de Torres. Ese año, fue incluida en la lista de las 100 mujeres de la BBC, nominada por la ex primera ministra australiana Julia Gillard, quien señaló que Scales «creó un arte maravilloso y un amplio entendimiento humano. Al iluminar e inspirar a otros, cataliza los numerosos cambios necesarios para acabar con la perniciosa combinación de racismo y sexismo".

## Vida personal
Scales es hija de Josephine Mick, líder cultural y artista principal de Ninuku Arts, y de Ushma Scales, fabricante de cuero y una de las cofundadoras de Maruku Arts y del archivo cultural APY Ara Irititja. Su abuela también era pintora. Sally Scales es la madre adoptiva de un hijo llamado Walter.